# ニケア教父とニケア後教父選集

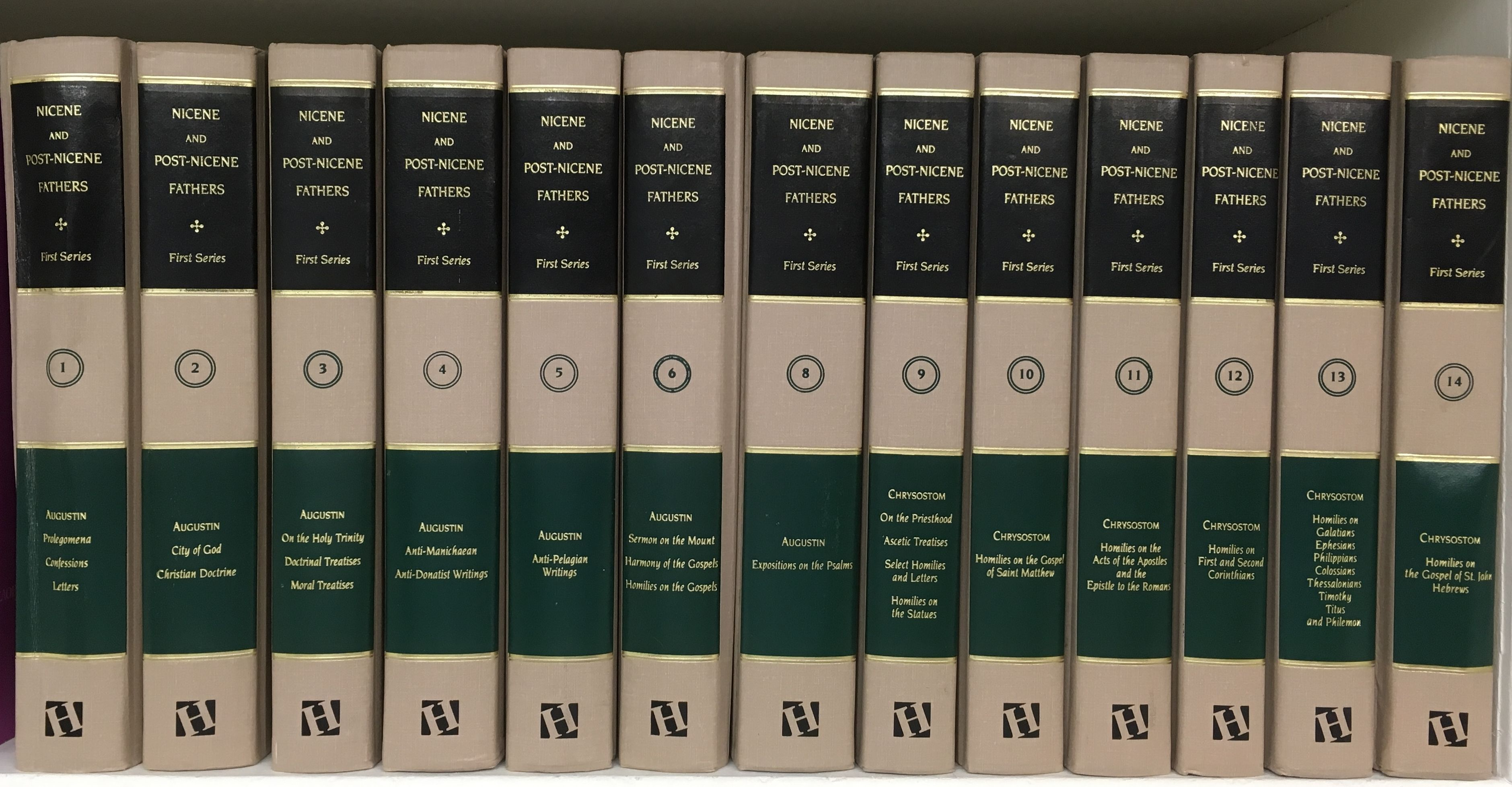
書籍セット：ニケア教父とニケア後教父

ニケア教父とニケア後教父選集（ニケアきょうふとニケアごきょうふせんしゅう、英語: Nicene and Post-Nicene Fathers) は、通常『ニケア教父選集』（ニケアきょうふせんしゅう、NPNF）として知られ、初期キリスト教の著作を英語に翻訳した書籍の集成である。1886年から1900年の間に出版された。
『ニケア以前教父選集』(アンテニケア教父選集)がアンテニケア・クリスチャン・ライブラリー（ANCL）を使って制作されたのとは異なり、『ニケア教父とニケア後教父選集』は、T. & T. クラーク、クリスチャン文学社、その他のアメリカの編集者によってヨーロッパとアメリカで同時に印刷された。翻訳はオックスフォード運動ライブラリーの教父シリーズのために作られたものの主要な改訂版であった。T. & T. クラークは、いくつかの細かい点で品質が劣っていたとしても、ANCLのより安価なアメリカ版/改訂版の商業的成功に間違いないと確信していた。スイス生まれでドイツで教育を受けたフィリップ・シャフがNPNFの最初のシリーズの監督を委託された。彼はイギリス人のヘンリー・ウェイスと第二シリーズで協力した。
全巻には次のものが含まれる。

## ニケア教父とニケア後教父、第1シリーズ

### アウグスティヌスの巻
- 第1巻 序論：聖アウグスティヌスの生涯と著作、告白、手紙
- 第2巻 神の国、キリスト教の教義
- 第3巻 三位一体論、教義論、道徳論
  - 三位一体について。エンキリディオン。未教育者への教理問答について。信仰と信条に関する論考。目に見えないものへの信仰について。信じることの益について。信条について：求道者への説教。節制について。結婚の善について。聖なる処女について。寡婦の善について。嘘について。嘘に反対すること。修道士の仕事について。忍耐について。死者への配慮について。
- 第4巻 反マニ教文書、反ドナティズム文書
  - 公同教会の道徳について。マニ教徒の道徳について。二つの魂について、マニ教徒に対する反論。マニ教徒フォルトゥナトゥスに対する行為または論争。根本主義と呼ばれるマニカイオスの手紙に対する反論。マニ教徒ファウストスへの返答（33冊）。善の性質について、マニ教徒に対する反論。洗礼について、ドナトゥス派に対する反論（7冊）。キルタ司教ドナトゥス派ペティリアヌスの手紙への回答（3冊）。ドナトゥス派の矯正に関する論文。
- 第5巻 反ペラギウス派の著作
  - 罪の功徳と赦し、そして幼児洗礼について（全3巻）。聖霊と文字について。自然と恩寵について、ペラギウスへの反論。正義における人間の完成について。ペラギウスの言行録について。キリストの恩寵と原罪についての論文。結婚と情欲について（全2巻）。魂とその起源について（全4巻）。ペラギウス派の二通の手紙に対する反論（全4巻）。恩寵と自由意志についての論文。叱責と恩寵についての論文。聖徒の予定論についての論文。聖徒の予定論の第二巻である堅忍の賜物についての論文。
- 第6巻 山上の説教、福音書の調和、福音書についての説教
  - 主の山上の説教。福音書の調和。新約聖書の選集に基づく97の説教。
- 第7巻 ヨハネ福音書の説教、ヨハネ第一の手紙の説教、独白
  - ヨハネ福音書論集（124編）。ヨハネ福音書第一の手紙に関する10の説教。独白集2冊。
- 第8巻 詩篇解説[4]

### クリュソストモスの巻
- 第9巻 聖職について、修行論文、選集の説教と手紙、彫像に関する説教
  - 司祭職に関する論考。転落後のテオドロスへの勧告。第一の手紙。第二の手紙。若い未亡人への手紙。聖イグナチオと聖バビラスに関する説教。弔辞。聖殉教者聖バビラスについて。謙遜な心について。洗礼志願生への指示。悪魔の力に関する三つの説教。マルキオン主義者とマニ教徒に対する反論。屋根から落ちた中風患者に関する説教。集会に出席しなかった人々へ。兄弟たちの誤謬を公表することに対する反論。貴族であり執政官であったエウトロピオスについて。エウトロピオスに関する二つの説教。自らを傷つけない者を傷つけることはできないという論考。オリンピアスへの手紙。カストゥス、ウァレリウス、ディオファントス、キュリアコスへの手紙。聖クリソストモスとコンスタンティノープル教会からローマ司教インノケンティウスへの書簡。彫像に関する説教。
- 第10巻 マタイによる福音書の説教
- 第11巻 使徒言行録とローマ人への手紙に関する説教
- 第12巻 コリント人への第一の手紙と第二の手紙の説教
- 第13巻 ガラテヤ人への手紙、エペソ人への手紙、ピリピ人への手紙、コロサイ人への手紙、テサロニケ人への手紙、テモテへの手紙、テトスへの手紙、ピレモンへの手紙に関する説教
- 第14巻 ヨハネによる福音書とヘブライ人への手紙に関する説教[4]

## ニケア教父とニケア後教父、第2シリーズ
| Vol.  | Contents | First Published |
| ----- | --- | --------------- |
| I.    | エウセビオス: 紀元1年から324年までの教会史、コンスタンティヌス大帝の生涯、コンスタンティヌスを讃える演説 | 1890            |
| II.   | ソクラテス: 紀元305年から438年までの教会史、ソゾメノス (英語版): 紀元323年から425年までの教会史 | 1890            |
| III.  | テオドレトス, ヒエロニムス, ゲンナディウス (英語版), ルフィヌス: 歴史的著作など | 1892            |
| IV.   | アタナシオス: 選集、書簡集 | 1892            |
| V.    | ニュッサのグレゴリオス: 教義論集、選集、書簡集 | 1893            |
| VI.   | ヒエロニムス: 書簡と選集 手紙。最初の隠者パウルスの生涯。聖ヒラリオンの生涯。捕らわれた修道士マルコスの生涯。ルキフェルス分派 (英語版)への反論。聖マリアの永遠の処女。ヨヴィニアヌスへの反論。ヴィギランティウスへの反論。パンマキウスへの手紙。エルサレムのヨハネへの反論。ペラギウス派への反論。序文。七十人訳聖書とカルデア語からの翻訳。注釈。 | 1893            |
| VII.  | エルサレムのキュリロス, ナジアンゾスのグレゴリオス | 1894            |
| VIII. | バシレイオス: 手紙と選集 | 1895            |
| IX.   | ポワティエのヒラリウス, ダマスコのヨハネ | 1899            |
| X.    | アンブロシウス: 選集と書簡集 聖職者の義務について。聖霊について。兄弟セイトラスの死について。キリスト教信仰の解説。秘跡について。悔い改めについて。処女について。未亡人について。聖アンブロシウスの手紙からの抜粋。市長官シムマコスの追悼。バジリカの放棄に関するアウクセンティウスへの説教。                                                      | 1896            |
| XI.   | スルピキウス・セウェロス, レランスのウィンケンティウス、ヨハネス・カッシアヌス | 1894            |
| XII.  | レオ1世、 グレゴリウス1世 | 1895            |
| XIII. | グレゴリウス1世 II, シリアのエフレム, アフラハト | 1898            |
| XIV.  | 七つの全地公会議 (英語版) | 1900            |